# Krista Pärmäkoski
Krista Pärmäkoski nata Lähteenmäki (Ikaalinen, 12 dicembre 1990) è una fondista finlandese.
Fino alla stagione 2013-2014 era iscritta alle liste FIS con il cognome da nubile.

## Biografia
In Coppa del Mondo ha esordito il 29 novembre 2008 a Kuusamo (29ª), ha ottenuto il primo podio il 20 novembre 2011 a Sjusjøen (3ª) e la prima vittoria il 21 gennaio 2018 a Planica.
In carriera ha preso parte a quattro edizioni dei Giochi olimpici invernali, Vancouver 2010 (52ª nella 10 km, 25ª nella 30 km), Soči 2014 (10ª nella 10 km, 18ª nella 30 km, 13ª nello skiathlon, 2ª nella staffetta), Pyeongchang 2018 (9ª nella sprint, 3ª nello skiathlon, 3ª nella 10 km, 2ª nella 30 km, 4ª nella staffetta, 5ª nella sprint a squadre) e Pechino 2022 (medaglia di bronzo nella 10 km, 10ª nella 30 km, 7ª nello skiathlon, 4ª nella sprint a squadre, 4ª nella staffetta), e a nove dei Campionati mondiali, vincendo sette medaglie.

## Palmarès

### Olimpiadi
- 5 medaglie:
  - 2 argenti (staffetta a Soči 2014; 30 km a Pyeongchang 2018)
  - 3 bronzi (skiathlon, 10 km a Pyeongchang 2018; 10 km a Pechino 2022)

### Mondiali
- 7 medaglie:
  - 2 argenti (sprint a squadre a Oslo 2011; skiathlon a Lahti 2017)
  - 5 bronzi (staffetta a Oslo 2011; sprint a squadre a Val di Fiemme 2013; staffetta a Falun 2015; staffetta a Lahti 2017; staffetta a Oberstdorf 2021)

### Mondiali juniores
- 4 medaglie:
  - 1 oro (5 km a Hinterzarten 2010)
  - 2 argenti (inseguimento a Praz de Lys - Sommand 2009; staffetta a Hinterzarten 2010)
  - 1 bronzo (staffetta a Malles Venosta 2008)

### Coppa del Mondo
- Miglior piazzamento in classifica generale: 2ª nel 2017
- 30 podi (18 individuali, 12 a squadre):
  - 3 vittorie (individuali)
  - 14 secondi posti (8 individuali, 6 a squadre)
  - 13 terzi posti (7 individuali, 6 a squadre)

#### Coppa del Mondo - vittorie
| Data            | Località | Nazione   | Disciplina |
| --------------- | -------- | --------- | ---------- |
| 21 gennaio 2018 | Planica  | Slovenia  | 10 km TC   |
| 4 marzo 2018    | Lahti    | Finlandia | 10 km TC   |
| 2 marzo 2024    | Lahti    | Finlandia | 20 km TC   |

Legenda:

TC = tecnica classica

#### Coppa del Mondo - competizioni intermedie
- 19 podi di tappa:
  - 3 vittorie
  - 9 secondi posti
  - 7 terzi posti

##### Coppa del Mondo - vittorie di tappa
| Data            | Località    | Nazione  | Competizione    | Disciplina  |
| --------------- | ----------- | -------- | --------------- | ----------- |
| 12 marzo 2016   | Canmore     | Canada   | Ski Tour Canada | 10 km TC PU |
| 4 dicembre 2016 | Lillehammer | Norvegia | Nordic Opening  | 10 km TC PU |
| 17 marzo 2018   | Falun       | Svezia   | Finali          | 10 km TC MS |

Legenda:

TC = tecnica classica

HS = partenza a handicap

PU = inseguimento